# Kauta
Kauta (* 13. Juni in Bonn; bürgerlich: Kaouthar Boulfazat) ist eine deutsche Sängerin und Rapperin mit marokkanischen Wurzeln.

## Karriere
Kauta begann ihre musikalische Laufbahn bereits in ihrer Jugend. Im April 2024 erreichte sie in der ersten Staffel der Rap-Contest-Show Rap La Rue den vierten Platz. Im Rahmen dieser veröffentlichte sie unter anderem Egal mit Aymen sowie Baile mit Amo und Haaland936. Nach der Castingshow kollaborierte sie mit verschiedenen Künstlern wie unter anderem Milano und Lune. Zwischen Oktober 2023 und Dezember 2024 war sie Host des Podcasts „Was würde Baba sagen?“ von Funk. Weiteren Erfolg erlangte sie mit ihrer Single Unsichtbar, welche sie über Soziale Medien wie TikTok und Instagram bewarb. In ihrem Song Anders verarbeitet sie zerbrochene Freundschaften oder Beziehungen, nutzt aber dabei einen fröhlichen Pop-Beat.

## Diskografie

### Singles
| Jahr | Titel Album          | Höchstplatzierung, Gesamtwochen, AuszeichnungChartsChartplatzierungen (Jahr, Titel, Album, Platzierungen, Wochen, Auszeichnungen, Anmerkungen) | Anmerkungen                                                                        |
| Jahr | Titel Album          | DE | Anmerkungen                                                                        |
| ---- | -------------------- | --- | ---------------------------------------------------------------------------------- |
| 2024 | Egal –               | DE37 (10 Wo.)DE | Erstveröffentlichung: 22. Februar 2024 mit Aymen                                   |
| 2024 | Baile –              | DE51 (8 Wo.)DE | Erstveröffentlichung: 7. März 2024 mit Amo & Haaland936                            |
| 2024 | Rap La Rue Connect – | DE94 (1 Wo.)DE | Erstveröffentlichung: 19. April 2024 mit Amo, Aymen, Brel, Haaland936 & Ilo 7araga |
| 2024 | NaNa Mailan          | DE42 (4 Wo.)DE | Erstveröffentlichung: 22. Februar 2024 Lune feat. Kauta                            |
| 2024 | On/Off –             | DE— aDE | Erstveröffentlichung: 13. Juni 2024 mit Milano                                     |
| 2025 | Therapie Aymen       | DE37 (2 Wo.)DE | Erstveröffentlichung: 16. Mai 2025 Aymen feat. Kauta                               |

Weitere Singles
- 2020: Alles für mein Ziel (GangstarZ Titelsong)
- 2020: Wo ich herkomm (GangstarZ Seriensong)
- 2022: Kennt sie mich noch?
- 2023: Ich will so viel
- 2023: Was wäre wenn
- 2023: Safi Safi
- 2023: Seit Tagen
- 2023: Youm
- 2023: C'est pas la même
- 2024: Partout
- 2024: ulala
- 2024: malade
- 2024: La La La
- 2024: Feuer & Eis
- 2024: Unsichtbar
- 2024: Anders
- 2025: Keiner weiß
- 2025: So Wunderschön
- 2025: Ambient Lights